# Ulrich Böhme (Künstler)
Ulrich Böhme (* 1936 in Rostock) ist ein deutscher Architekt, Produktdesigner und Münzgestalter. Ulrich Böhme ist Professor der Hochschule Coburg im Ruhestand.

## Künstlerische Laufbahn und Wirken
Nach einem Studium der Architektur in Stuttgart arbeitete Böhme als Architekt in Hannover, Zürich und in Stuttgart, wo er auch im Bauamt der Stadt tätig war. Ab 1971 entwarf Böhme Möbel, unter anderem für die Firma Thonet. Von 1989 bis 2001 lehrte Böhme Freihandzeichnen, Freie Gestaltung und Darstellungsmethode an der Hochschule Coburg.
Böhme nahm bereits seit den 1980er Jahren an Wettbewerben zur Gestaltung von Gedenkmünzen der Bundesrepublik Deutschland teil, erst 2004 jedoch wurde erstmals eine Münze nach seinem Entwurf geprägt, die deutsche 100-Euro Goldmünze „UNESCO-Weltkulturerbestadt Bamberg“. Eine 2009 geprägte Silbermünze zum Thema Keplersche Gesetze und eine weitere zum Thema Porzellan gehen ebenfalls auf Entwürfe Böhmes zurück. Der zuletzt genannte Münzentwurf stieß nicht auf ungeteilte Zustimmung.